# 에드워드 리어
에드워드 리어(영어: Edward Lear, 1812년 5월 12일~1888년 1월 29일)는 영국의 예술가, 삽화가, 음악가, 작가 및 시인으로, 주로 시와 산문의 넌센스, 특히 그가 대중화한 형태의 시문으로 잘 알려져 있다.
예술가로서 그의 주요 작업 분야는 세 가지였다. 새와 동물의 삽화를 만드는 데 고용된 초안가로서 여행하는 동안 채색된 그림을 그렸고 나중에 재작업했으며 때로는 여행 책의 판으로 사용하기도 했다. 그리고 앨프리드 테니슨 경의 시의 삽화가이기도 하다.
작가로서 그는 주로 시, 노래, 단편 소설, 식물 그림, 조리법 및 알파벳으로 구성된 인기 있는 넌센스 모음집으로 유명하다. 그는 또한 테니슨 시의 12가지 음악적 배경을 작곡하고 출판했다.

## 같이 보기
- 문학적 비상식
- 오리엔탈리즘